# Доза (компания)
Научно-производственное предприятие (НПП) «Доза» — российское предприятие, работающее в области разработки и производства приборов и систем радиационного контроля, а также медицинского оборудования. 

## История
НПП «Доза» было основано в 1991 году сотрудниками НПО «ВНИИФТРИ» — головной организации в области метрологии ионизирующих излучений. До 1994 года НПП «Доза» было государственным предприятием при НПО «ВНИИФТРИ», затем преобразовано в самостоятельную организацию — закрытое акционерное общество, а позднее — в общество с ограниченной ответственностью. В настоящее время НПП «Доза» — один из крупнейших разработчиков приборов и систем радиационного контроля. Оборудование, произведенное  компанией, работает более чем в 50 странах мира. Семь сотрудников НПП "Доза" участвовали в ликвидации последствий Чернобыльской аварии и имеют государственные награды.

## Деятельность

### Основные направления
- разработка и производство приборов и систем радиационного контроля, медоборудования;
- проектирование, производство  и монтаж систем радиационного контроля;
- разработка программного обеспечения;
- метрологическая деятельность;
- образовательная и издательская деятельность.

### Выпускаемая продукция
- Дозиметры, радиометры, спектрометры ионизирующих излучений;
- системы непрерывного контроля радиационной обстановки (СРК, АСРК, АСКРО) и системы аварийной сигнализации самоподдерживающейся цепной реакции (САС СЦР)[1][2][3][4];
- приборы контроля параметров медицинской техники.

Приборы и системы, разработанные и произведённые предприятием, широко известны в России и других странах.

### Крупнейшие реализованные проекты
- поставки автоматизированных систем контроля радиационной обстановки (АСКРО) для 9 российских атомных электростанций и 7 АЭС ближнего и дальнего зарубежья[6]. В России установленные АСКРО стали основой для отраслевой системы концерна «Росэнергоатом», результаты измерений которой доступны онлайн[7],

- поставки систем радиационного контроля в морском исполнении для атомных ледоколов:  «50 лет Победы», «Арктика», «Сибирь» и «Урал»[8][9];
- оснащение системами радиационного контроля более 30 научно-исследовательских центров России и зарубежья, включая ВНИИЭФ, НИЦ Курчатовский институт, ОИЯИ, NFRI (Корея), Институт энергетических технологий (Испания) и другие;
- оснащение АСРК российских и зарубежных АЭС, других предприятий Росатома, а также судостроительных заводов: ФГУП "Горно-химический комбинат", Центр судоремонта «Звездочка», ПО «Маяк» и другие; оснащение системами радиационного контроля пунктов временного и долговременного хранения РАО:  хранилище твердых радиоактивных отходов в п. Гремиха, ПДХРО на м. Устричный (Приморский край), хранилище отработанного ядерного топлива в губе Андреева и др[10].

### Издательская деятельность
С 1994 года НПП «Доза» выпускает журнал «АНРИ» (Аппаратура и новости радиационных измерений), ISSN: 2075-1338, публикующий научные статьи, обзоры, проекты новых нормативных документов, практические рекомендации, методические, учебные и дискуссионные материалы, статьи о новых средствах измерений. Журнал входит в перечень ВАК как одно из изданий, в которых должны быть опубликованы результаты диссертаций на соискание ученой степени доктора наук. С 2015 года журнал включен в международную реферативную базу данных и систему цитирования Chemical Abstracts.

### Образовательная деятельность
С 2007 года при НПП «Доза» действует Учебно-методический Центр (УМЦ) «Контроль и безопасность». Центр специализируется на дополнительном профессиональном образовании и профессиональной переподготовке в областях, связанных с радиационной безопасностью. C 2018 года НПП «Доза» является индустриальным партнером НИЯУ МИФИ. В апреле на базе ИАТЭ НЯУ МИФИ был открыт учебно-демонстрационный центр «Доза» для проведения лекций, лабораторных работ и практических занятий по дисциплине «Радиационная безопасность».

### Метрологическая деятельность
НПП «Доза» имеет метрологическую и испытательную базу: дозиметрические рабочие эталоны; облучательные установки с разными источниками (гамма- Cs-137, Co-60, Am-241, нейтронный – Pu-Be); импульсный и непрерывного действия рентгеновские аппараты; рабочий эталон расхода газа. Метрологическая служба предприятия аккредитована Федеральной службой по аккредитации «Росаккредитация».